# Mo Huilan
Mo Huilan, em chinês simplificado: 莫 慧蘭 (Guilin, 19 de julho de 1979) é uma ex-ginasta chinesa que competiu em provas de ginástica artística.
Mo fez parte da equipe chinesa que disputou os Jogos Olímpicos de Atlanta, em 1996, Estados Unidos. Dentre seus maiores êxitos estão quatro medalhas em Mundiais, sendo uma de ouro.

## Carreira
Huilan iniciou no desporto aos seis anos de idade, treinando em um clube local. Sua estreia em competições internacionais deu-se em 1994, nos Jogos Asiáticos de Hiroshima. Neles, conquistou seis medalhas; sendo cinco de ouro: por equipes, na trave, no solo, nas barras assimétricas e no salto; no concurso geral foi medalhista de bronze. Ainda em 1994, disputou o Campeonato Mundial de Brisbane/Dortmund, no qual terminou em sétimo no evento geral e no solo, e quarto na final coletiva.
No ano seguinte, competiu na Copa Chunichi, sendo campeã nas assimétricas e medalhista de bronze no geral e no salto. No compromisso seguinte, deu-se o Mundial de Sabae. Nele, foi medalhista de prata na disputa coletiva, superada pela equipe romena. No evento geral, terminou em sexto; por aparatos, conquistou a medalha de ouro na trave e a medalha de prata nas paralelas assimétricas, ao somar 9,837 pontos; a russa Svetlana Khorkina encerrou com a medalha de ouro. Em 1996, competiu no Campeonato Nacional Chinês, sendo medalhista de ouro na prova geral. Em julho, em sua primeira aparição olímpica, nos Jogos Olímpicos de Atlanta, Mo foi quarta colocada na prova coletiva, em prova vencida pela equipe americana. Individualmente, fora medalhista de prata no salto; superada pela romena Simona Amanar, e finalista no geral (5º) e no solo (6º). No ano posterior, competiu no Mundial de Lausanne, sendo medalhista de bronze na prova por equipes.
Após a realização do evento, Huilan anunciou sua oficialmente sua aposentadoria do desporto. Após, graduou-se na Universidade Ren Min, em Pequim e posteriormente iniciou sua carreira de jornalista esportiva e comentarista da modalidade.

## Principais resultados
| Ano  | Evento                                    | AA                | Equipe            | Salto sobre o cavalo | Trave           | Barras assimétricas | Solo              |
| ---- | ----------------------------------------- | ----------------- | ----------------- | -------------------- | --------------- | ------------------- | ----------------- |
| 1993 | Campeonato Aliança do Pacífico (júnior)   | Medalha de ouro   |                   | Medalha de ouro      | 6º              | Medalha de ouro     | Medalha de bronze |
| 1994 | Jogos Asiáticos                           | Medalha de bronze | Medalha de ouro   | Medalha de ouro      | Medalha de ouro | Medalha de ouro     | Medalha de ouro   |
| 1994 | Campeonato Mundial de Ginástica Artística | 7º                | 4º                |                      |                 |                     | 4º                |
| 1995 | Copa Chunichi                             | Medalha de bronze |                   | Medalha de bronze    | 8º              | Medalha de ouro     | 7º                |
| 1995 | Campeonato Mundial de Ginástica Artística | 6º                | Medalha de prata  | 4º                   | Medalha de ouro | Medalha de prata    | 4º                |
| 1996 | Campeonato Nacional Chinês                | Medalha de ouro   |                   |                      |                 |                     |                   |
| 1996 | Jogos Olímpicos                           | 5º                | 4º                | Medalha de prata     |                 |                     | 6º                |
| 1997 | Campeonato Mundial de Ginástica Artística |                   | Medalha de bronze |                      |                 |                     |                   |